# Cotesia pieridis
Cotesia pieridis är en stekelart som först beskrevs av Bouche 1834.  Cotesia pieridis ingår i släktet Cotesia och familjen bracksteklar. Inga underarter finns listade i Catalogue of Life.